# Hyphantria orizaba
Hyphantria orizaba är en fjärilsart som beskrevs av Druce 1897. Hyphantria orizaba ingår i släktet Hyphantria och familjen björnspinnare. Inga underarter finns listade i Catalogue of Life.